# Dům čp. 288 (Štramberk)
Dům čp. 288 stojí na ulici Horní Bašta ve Štramberku v okrese Nový Jičín. Roubený dům byl postaven v polovině 19. století. Byl zapsán do Ústředního seznamu kulturních památek ČR před rokem 1988 a je součástí městské památkové rezervace.

## Historie
Podle urbáře z roku 1558 bylo na náměstí postaveno původně 22 domů s dřevěným podloubím, kterým bylo přiznáno šenkovní právo, a sedm usedlých na předměstí. Uprostřed náměstí stál pivovar. V roce 1614 je uváděno 28 hospodářů, fara, kostel, škola a za hradbami 19 domů. Za panování jezuitů bylo v roce 1656 uváděno 53 domů. První zděný dům čp. 10 byl postaven na náměstí v roce 1799. V roce 1855 postihl Štramberk požár, při němž shořelo na 40 domů a dvě stodoly. V třicátých letech 19. století stálo nedaleko náměstí ještě dvanáct dřevěných domů.
Původní roubený dům čp. 288 byl postaven v polovině 19. století, je postaven na ulici Horní Bašta. Objekt je příkladem původní předměstské zástavby ve Štramberku.

## Stavební podoba
Dům je přízemní omítaná roubená stavba na obdélném půdorysu, je orientovaná štítovou stranou do ulice Horní Bašta. Dispozice je dvojdílná se síní, jizbou, s hlavním vchodem v okapovém průčelí. Ke vchodu vedou schody. Stavba je omítaná roubená z kuláčů. Je postavena na vysoké kamenné podezdívce, která vyrovnává svahovou nerovnost. Před podezdívkou, ve které jsou sklepní prostory, je přistavěn zděný přístavek s pultovou střechou. Uliční průčelí je dvouosé. Štít jsou trojúhelníkový svisle bedněný se dvěma průduchy a podlomenicí v patě štítu. Střecha je sedlová.